# Tumbalá
Tumbalá è un comune del Messico, situato nello stato di Chiapas.